# Osbornellus salsus
Osbornellus salsus är en insektsart som beskrevs av Delong 1942. Osbornellus salsus ingår i släktet Osbornellus och familjen dvärgstritar. Inga underarter finns listade i Catalogue of Life.